# Ultra Bra
Ultra Bra — финская музыкальная группа, созданная в 1994 году Олли Виртаперко и Керкко Коскиненом. Коллектив распался в 2001 году. В 1990-е группа пользовалась большой популярностью в Финляндии.

## История
В 1994 году Финский союз демократической молодёжи организовал конкурс Политической песни. Керкко Коскинен согласился принять в нём участие. Также в конкурсе приняли участие ещё ряд музыкантов, в том числе будущая известная певица Майя Вилккумаа. Керкко с друзьями за две недели сочиняют и записывают несколько композиций, которые отсылают на конкурс. Одна из них — «Ampukaa komissaarit, nuo hullut koirat» (Комиссары, расстреляйте этих бешеных псов) — выигрывает конкурс. После победы на конкурсе музыканты решили продолжать играть вместе. Некоторое время в состав группы входила также сестра гитариста Йоэля Меласниеми, актриса Вильма Меласниеми.
В 1995 году музыканты дебютировали на летнем фестивале «В гостях у мира» в Хельсинки, а спустя год группа записывает дебютный альбом «Vapaaherran elämää», удостоенный звания «Альбом года» в музыкальном журнале Rumba. В 1997 году выходит альбом «Kroketti», который сначала становится золотым, а затем дважды достигает платиновой отметки.
В 1999 году был выпущен третий альбом «Kalifornia», который также получает золото. Клипы Ultra Bra получают награды на конкурсах музыкальных видео.
Несмотря на бурную концертную деятельность, группа записывает новый альбом «Vesireittija», который вышел в 2000 году. Он также становится золотым, а затем и платиновым.
В 2001 году группа выпускает последний двухдисковый сборник «Sinä päivänä kun synnyin», включивший в себя большинство песен, а также клипы, тексты и фотографии. После этого группа перестаёт давать концерты и выпускать альбомы.
Позднее часть бывших участников группы организовали свои проекты. Так, Керкко Коскинен занялся сольной карьерой, а Терхи Кокконен, Йоэль Меласниеми, Антти Лехтинен и Томми Саарикиви в 2002 году создали проект Scandinavian Music Group. Однако, уровня популярности Ultra Bra они уже не достигли.
30 января 2012 года группа выступила на концерте в поддержку кандидата в президенты от партии «зеленых» Пекки Хаависто, прошедшего во второй тур выборов. На концерт, состоявшийся на ледовой арене Хельсинки, было продано около 7000 билетов. Это было первое выступление коллектива за 11 лет с момента распада группы в 2001 году.

## Видеоклипы
Помимо прочего Ultra Bra известна своими видеоклипами. Клипы «Kirjoituksia» и «Sinä lähdit pois» завоевали «золото» на финском ежегодном конкурсе Muuvi, а клипы «Kaunis ja ylpee» и «Tyttöjen välisestä ystävyydestä» получили бронзу. Клип «Villiviini» был назван лучшим видео года по версии Jyrki, телеканала MTV3.

## Тексты песен и музыка
Большая часть текстов Ultra Bra написана Анни Синнемяки, бывшей супругой Керкко Коскинена (ставшей в 2009 году председателем партии Зелёный союз и министром труда Финляндии). Другими авторами текстов группы были Пекка Лахденмяки, Юхана Росси, Эрпо Паккала, Янне Саарикиви, Томми Саарикиви и Вилле Путро. Кроме того, некоторые песни Ultra Bra написаны на основе стихов Анны Ахматовой. Музыку ко всем песням группы написал Керкко Коскинен, за исключением «Kuka haluaa», музыку к которой написал Антти Лехтинен.

## Дискография

### Альбомы
- 1996: «Vapaaherran elämää» («Жизнь барона»)
- 1997: «Kroketti» («Крокет»)
- 1999: «Kalifornia» («Калифорния»)
- 2000: «Vesireittejä» («Водные пути»)
- 2001: «Sinä päivänä kun synnyin» («В тот день, когда я родился»)

### Синглы
- 1995: «Houkutusten kiihottava maku» («The Exciting Taste of Temptations»)
- 1996: «Ken Saro-Wiwa on kuollut»/Sankaritar/Moskova" («Ken Saro-Wiwa Is Dead/Heroine/Moscow»)
- 1997: «Kahdeksanvuotiaana» / ремикс («At The Age of Eight»)
- 1997: «Sinä lähdit pois» /Lähetystyö/Haikara" («You Went Away/Missionary work/Stork»)
- 1998: «Tyttöjen välisestä ystävyydestä» /a few other songs (About a Friendship Between Girls")
- 1999: «Hei kuule Suomi» /Helsinki-Vantaa" («Hey Listen Finland/Helsinki-Vantaa)
- 1999: „Ilmiöitä“ /Eniten» («Phenomena/Most of all»)
- 2000: «Heikko Valo» («Weak Light»)
- 2000: «Villiviini» /Itket ja kuuntelet" («Boston Ivy/You Cry and You Listen»)
- 2000: «Rubikin kuutio/Lapsuus loppui» («Rubik's Cube/Childhood Ended»)

### Другие релизы
- 2001: Kaikki laulut (sheet music book)
- 2001: Ultra Bra: Videot 1996—2001 (видеоклип на кассете)